# Metapachyloides
Metapachyloides is een geslacht van hooiwagens uit de familie Gonyleptidae.
De wetenschappelijke naam Metapachyloides is voor het eerst geldig gepubliceerd door Roewer in 1917. 

## Soorten
Metapachyloides omvat de volgende 2 soorten:
- Metapachyloides almeidai
- Metapachyloides rugosus